# نقش آکورد

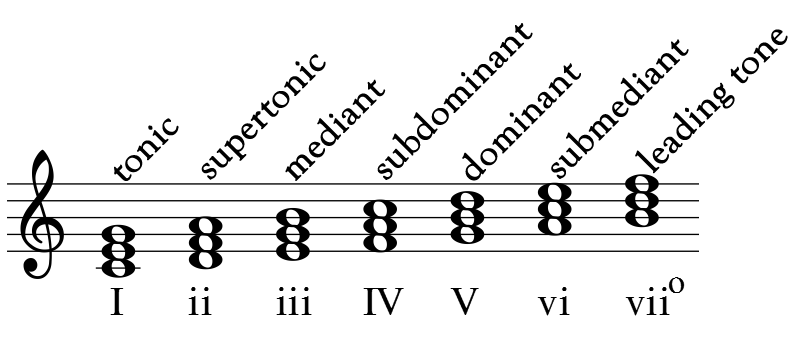
هفت درجهٔ آکورد در دو ماژور همراه با سه‌صدایی آنها و اعداد رومی

نقشِ آکورد یا فونکسیون (فرانسوی: Fonction‎) در موسیقی، اصطلاحی است که برای نشان دادنِ ارتباط آکورد یا درجۀ گام، به مرکزِ تونال یا پایه استفاده می‌شود.

## شرح نظری
این درجه‌بندی با الهام از رسالهٔ هارمونی (۱۷۲۲م) اثر ژان فیلیپ رامو آغاز شد (هرچند ممکن است تعریف‌های دیگری در تئوری‌های قبل از آن تاریخ هم وجود داشته باشد). مفهوم هارمونیکِ «نقشِ آکورد»، از تئوری‌های نظام کوک خالص سرچشمه گرفته است و متوجه شدند سه آکورد کاملِ ماژور، که به اندازهٔ پنجم درست از هم فاصله دارند، هفت درجهٔ گام ماژور را در خود جای داده‌اند. آکوردها به ترتیب بدین شرح محاسبه شدند: 
(فا، لا، دو) ← (دو، می، سل) ← (سل، سی، ر). 
بدین ترتیب این سه آکورد، به‌عنوان درجات اصلی گام مطرح شد و یک آکورد را به‌عنوان پایه (I) در مرکزِ تنال، آکورد دیگر را در بخش بالا به‌عنوان نمایان (V) و آکورد سومی در بین آنها قرار داده شد و به‌عنوان زیرنمایان (IV) درجه‌بندی کردند و با اعداد رومی مشخص ‌شد. بدین ترتیب موقعیت و نقشِ هفت درجهٔ گام، به سه آکورد اصلی (I, IV, V) و چهار آکورد فرعی (II, III, VI, VII) در گام ماژور و مینور تقسیم شدند.

## اصطلاحات
جدول زیر مقایسهٔ اسامی درجات و موقعیت آنها را در گام ماژور به زبان فارسی، انگلیسی و اعداد رومی مشخص می‌کند. در این درجه‌بندی، آکورد ماژور با حروف بزرگ و آکورد مینور با حروف کوچک نوشته می‌شود.
| فارسی     | اعداد رومی | انگلیسی / تفسیر | انگلیسی / تفسیر       |
| --------- | ---------- | --------------- | --------------------- |
| پایه      | I          | Tonic           | پایه                  |
| روپایه    | ii         | Supertonic      | گام نسبی زیرنمایان    |
| میانی     | iii        | Mediant         | گام نسبی نمایان       |
| زیرنمایان | IV         | Subdominant     | زیر نمایان            |
| نمایان    | V          | Dominant        | نمایان                |
| رونمایان  | vi         | Submediant      | گام نسبی پایه         |
| محسوس     | °vii       | (Leading (note  | آکورد نمایانِ هفتِ ناقص |